# Селецкое сельское поселение (Тверская область)
Селе́цкое се́льское поселе́ние (карел. Sel’čän kyläkunda) — упразднённое муниципальное образование в составе Максатихинского района Тверской области.
На территории поселения находятся 34 населенных пункта. Центр поселения — село Сельцы.
Образовано в 2005 году, включило в себя территории Дымцевского, Селецкого и Труфанковского сельских округов.

## Географические данные
- Общая площадь: 580,7 км².
- Нахождение: северная часть Максатихинского района.
  - Граничит:
    - на севере — с Лесным районом, Медведковское СП,
    - на северо-востоке — с Буденовским СП,
    - на востоке — с Бежецким районом, Поречьевское СП и Михайловогорское СП,
    - на юге — с Рыбинским СП,
    - на западе — с Ручковским СП и Труженицким СП.

Главная река — Молога (по восточной, западной и северной границе поселения).

## История
Закон Тверской области от 8 октября 2014 года:

3. Преобразовать муниципальные образования Селецкое сельское поселение Максатихинского района Тверской области, Будёновское сельское поселение Максатихинского района Тверской области, Рыбинское сельское поселение Максатихинского района Тверской области и Ручковское сельское поселение Максатихинского района Тверской области (далее — Селецкое, Буденовское, Рыбинское и Ручковское сельские поселения) путём объединения, не влекущего изменения границ иных муниципальных образований, и создать вновь образованное муниципальное образование Рыбинское сельское поселение Максатихинского района Тверской области (далее — вновь образованное Рыбинское сельское поселение).

## Население
По переписи 2002 года — 946 человек (266 в Дымцевском, 520 в Селецком и 160 в Труфанковском сельских округах), на 01.01.2008 — 782 человека.

Национальный состав: русские и тверские карелы.

## Населенные пункты
На территории поселения находятся следующие населённые пункты:
| №  | Тип нп | Название       | Население (2008 год) |
| -- | ------ | -------------- | -------------------- |
| 1  | дер.   | Бережки        | 0                    |
| 2  | дер.   | Березовка      | 44                   |
| 3  | дер.   | Быки           | 49                   |
| 4  | хутор  | Веселая Горка  | 0                    |
| 5  | дер.   | Веселовка      | 0                    |
| 6  | дер.   | Горшково       | 22                   |
| 7  | дер.   | Гришково       | 0                    |
| 8  | дер.   | Дубровка       | 0                    |
| 9  | дер.   | Дымцево        | 61                   |
| 10 | дер.   | Житники        | 9                    |
| 11 | дер.   | Зараменье      | 17                   |
| 12 | дер.   | Зародовичи     | 1                    |
| 13 | дер.   | Киевка         | 5                    |
| 14 | дер.   | Кожино         | 88                   |
| 15 | дер.   | Койвушка       | 32                   |
| 16 | дер.   | Коммуна        | 0                    |
| 17 | дер.   | Кочки          | 0                    |
| 18 | пос.   | Красивый       | 18                   |
| 19 | дер.   | Кулаково       | 0                    |
| 20 | дер.   | Лебедево       | 28                   |
| 21 | дер.   | Малиновка      | 0                    |
| 22 | дер.   | Мокшицы        | 14                   |
| 23 | дер.   | Нарехово       | 0                    |
| 24 | дер.   | Никольское     | 12                   |
| 25 | дер.   | Огрызково      | 5                    |
| 26 | дер.   | Площадь        | 0                    |
| 27 | дер.   | Ремчино        | 28                   |
| 28 | хутор  | Семеновское    | 0                    |
| 29 | село   | Сельцы         | 283                  |
| 30 | дер.   | Скорнево       | 34                   |
| 31 | дер.   | Спас-Забережье | 14                   |
| 32 | дер.   | Стыково        | 0                    |
| 33 | дер.   | Труфанково     | 14                   |
| 34 | дер.   | Федорцево      | 4                    |

### Бывшие населенные пункты
На территории поселения исчезли деревни Афанасово, Весёлый Бор, Иоркино, Лосинец, Матюшино (1-е и 2-е), Никканиха, Рябиновка, Семеновское, Щетинка и другие.
Деревни Белохово и Ручейки присоединены к деревне Кожино.

## История
В XIX — начале XX века деревни поселения относились к Заручьевской волости Бежецкого уезда и Столоповской волости Вышневолоцкого уезда Тверской губернии.
В 1940-50-е годы на территории поселения существовали Гришковский (Труфанковский), Дымцевский , Селецкий и Скорневский сельсоветы Максатихинского района.
Там находятся: курганные группы, камень-следовик, другие камни, серебряный родник. Камни излучающие энергию: «Вещий» (второе название «Теплый» — излучает тепло), Камень Следовик (по легенде след на нем — это отпечаток стопы Иисуса), Камень «Алатырь».

## Известные люди
В деревне Быки 28 июля 1920 года родился Иван Филиппович Образцов, известный учёный-механик, академик АН СССР